# Renklod Kursakova
Renklod Kursakova en ruso: Ренклод Курсакова, es una variedad cultivar de ciruelo (Prunus domestica), de las denominadas ciruelas europeas,
una variedad de ciruelaobtenida en el "Instituto Panruso de Investigación de Genética y Selección de Plantas Frutales, I.V. Michurin". Las frutas tienen un tamaño grande, forma redondeados, color principal del fruto es rojo, el color de la cubierta es violeta rojizo, y pulpa de color verde amarillenta, siendo la densidad de la pulpa media, jugosa y fibrosa, su sabor es agridulce.

## Sinonimia
- "Ренклод Курсакова",
- "Reina Claudia Kursakova",
- "Слива Ренклод Курсакова",
- "Sliva Renklod Kursakova"
- "Renclode Kursakova",
- "Renklod Kursakova".[3][5]

## Historia
'Renklod Kursakova' es una variedad de ciruela que la obtuvo el equipo de obtentores G.A. Kursakov, G.G. Nikiforova, T.A. Pisanova y R.E. Bogdanov en el "Instituto Panruso de Investigación de Genética y Selección de Plantas Frutales, I.V. Michurin" mediante el cruce de la variedad 'Eurasia 21' como "Parental Madre" x el polen de 'Renclode Altana' como "Parental Padre". Ciruela considerada incluida en el grupo de las "Reinas Claudias".
'Renklod Kursakova' se presentó a pruebas estatales en 2002.

## Características
'Renklod Kursakova' es un árbol de tamaño mediano con copa ovalada de densidad media y follaje abundante. Los brotes son delgados, rectos y de color marrón parduzco. Las yemas son cónicas, puntiagudas, pequeñas y ligeramente desviadas del brote. La hoja es mediana, de color verde, alargada-oval, con ápice corto y puntiagudo, base ovalada, borde dentado y sin pubescencia. El limbo es cóncavo, similar a una barca. Las glándulas, medianas y ovaladas, se encuentran en la base de la hoja y son dos piezas. El pecíolo es corto y de tamaño mediano. El estigma del pistilo es más alto que las anteras. La variedad es auto estéril, variedades idóneas para su polinización 'Reina Claudia Verde'. Su rendimiento es bueno y es anual. Fructifica en ramitas frutales y ramas de ramo.
'Renklod Kursakova' tiene frutos de tamaño grande, uniformes, los frutos con un peso promedio de 31,1 gr, son redondeados, la parte superior del fruto es redonda, la base del fruto es poco profunda y dentada, la piel del fruto es lisa, mediana, con una ligera capa de pruina, fácil de separar del fruto, el color principal del fruto es rojo, el color de la cubierta es violeta rojizo; puntos subcutáneos número promedio, blancos, claramente visibles; la sutura ventral es pequeña, apenas perceptible; pedúnculo es de longitud y grosor medios, se separa fácilmente de la rama, la unión al hueso es débil; la pulpa es de color verde amarillenta, siendo la densidad de la pulpa media, jugosa y fibrosa, su sabor es agridulce. El contenido de materia seca en los frutos es del 17,59%, azúcares - 12,3%, ácidos - 0,98%, catequinas P-activas - 285 mg / 100 g, ácido ascórbico - 6,09 mg / 100 gr.
Hueso es semi adherente, se separa fácilmente de la pulpa, de tamaño mediano, forma del hueso es redonda ovalada, la forma de la parte superior es redonda, la forma de la base es redonda elíptica.
El fruto madura en la tercera decena de agosto y primera de septiembre. La transportabilidad de los frutos es media.

## Usos
Una variedad de frutos aptos para consumo en fresco.
Ventajas: Frutos grandes, hermosos, de color rojo violáceo, de buen sabor. El árbol es resistente a la sequía y al invierno. Apto para cultivo doméstico e industrial. 
Desventajas no identificadas.